# TuS Kirchberg
Der Turn- und Sportverein Kirchberg 1909 e. V. ist ein Breitensportverein aus Kirchberg, einer Stadt im Rhein-Hunsrück-Kreis in Rheinland-Pfalz.

## Verein
Der TuS Kirchberg entstand am 7. Mai 1935 aus der Fusion des Turnverein 1909 Kirchberg, dem Ballspielverein 1919 Kichberg sowie des Sportverein Denzen. Er bietet seinen Mitgliedern die Sportarten Fußball, Volleyball, Tischtennis, Kegeln, Turnen, Leichtathletik oder Taekwondo an.

## Fußball
Die 1. Herrenmannschaft war seit ihrer Gründung ausschließlich in unterklassigen Ligen aktiv. Zur Saison 2019/20 stieg der Verein dann erstmals in die Rheinlandliga auf und konnte sich schon drei Jahre später mit dem zweiten Platz zur Aufstiegsrunde in die Oberliga Rheinland-Pfalz/Saar qualifizieren. Dort setzte man sich gegen den SC 07 Idar-Oberstein und Borussia Neunkirchen durch und stieg am 19. Juni 2022 erstmals in die Fußball-Oberliga auf.

## Stadion
Die Heimspiele werden auf dem 1200 Zuschauer fassenden Sportplatz am Wasserturm ausgetragen. Der Kunstrasenplatz wurde 2005 neu gebaut und verfügt über eine Vereinsgaststätte.

## Tischtennis
Klaus Schmittinger begann seine Laufbahn 1962 beim TuS Kirchberg.